# Ronald Rivest
Ronald Linn Rivest (6 de mayo de 1947) es un criptógrafo y profesor en el MIT. En dicha institución es miembro del Departamento de Ingeniería Eléctrica y Ciencias de la Computación, y del Laboratorio de Ciencias de la Computación e Inteligencia Artificial.
Rivest es uno de los inventores del algoritmo RSA junto con Adi Shamir y Len Adleman. Es el inventor de los algoritmos de criptografía simétrica RC2, RC4, RC5, y co-inventor de RC6. También fue autor de las funciones hash criptográficas MD2, MD4, MD5 y MD6. En 2006, publicó su invento ThreeBallot, un sistema de voto que incorpora la habilidad para el votante de discernir que su voto fue contabilizado a la vez que se protege su privacidad.

## Educación

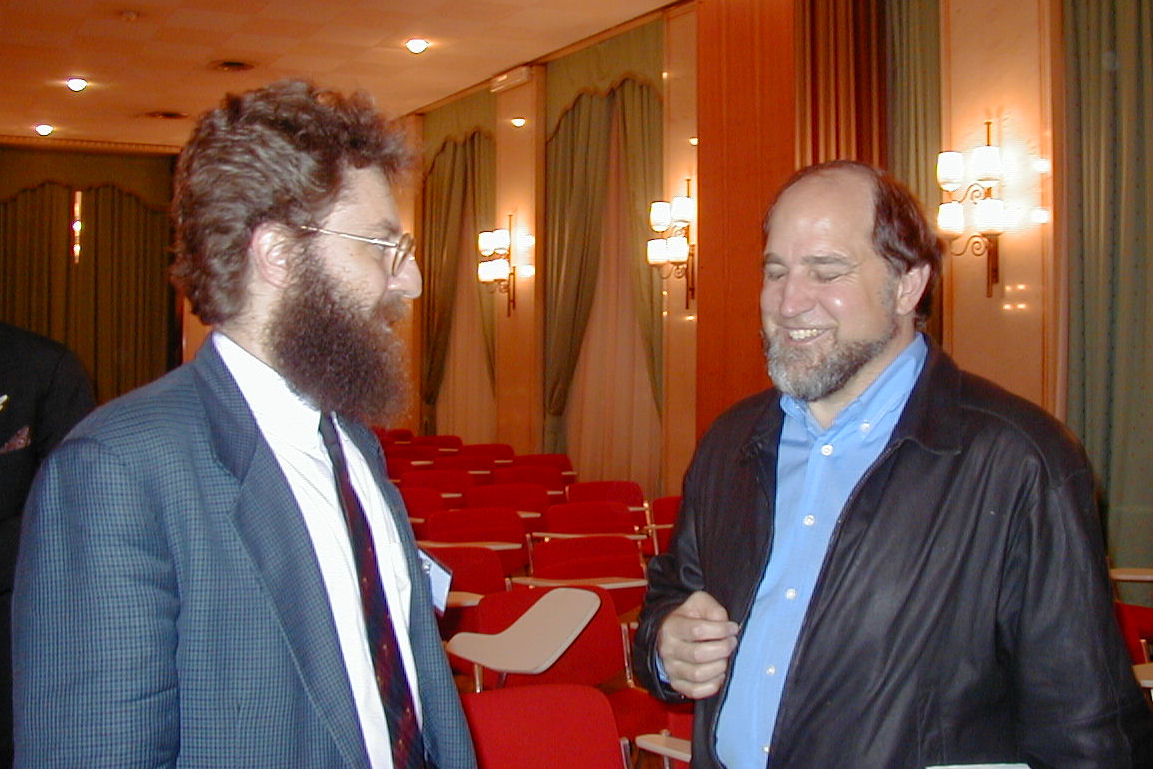
Rivest (derecha), marzo de 1999.

Rivest recibió su licenciatura en Matemáticas por la Universidad de Yale en 1969, y un doctorado en Ciencias de la Computación por la Universidad de Stanford en 1974. Rivest es el coautor de Introducción a los Algoritmos, un libro de texto sobre algoritmos, junto a Thomas H. Cormen, Charles E. Leiserson y Clifford Stein. También fue fundador de RSA Security, Verisign y Peppercoin. Rivest ha investigado en los campos de la criptografía, seguridad en redes de la computación y algoritmos.

## Honores y premios
Rivest es miembro de Academia Nacional de Ingeniería, la Academia Nacional de Ciencias, y es un miembro de la Association for Computing Machinery, la International Association for Cryptologic Research, y la Academia Estadounidense de las Artes y las Ciencias. Junto a Adi Shamir y Len Adleman, ha sido galardonado con el Premio Turing. Rivest es doctor honoris causa por la Universidad de Roma La Sapienza. En 2017, recibió el Premio Fundación BBVA Fronteras del Conocimiento, en la categoría de tecnologías de la información y la comunicación.

## Publicaciones
- Cormen, Thomas H.; Leiserson, Charles E.; Rivest, Ronald L. (1990). Introduction to Algorithms (primera edición). MIT Press and McGraw-Hill. ISBN 0-262-03141-8.
- Cormen, Thomas H.; Leiserson, Charles E.; Rivest, Ronald L.; Stein, Clifford (2001). Introduction to Algorithms (segunda edición). MIT Press and McGraw-Hill. ISBN 0-262-53196-8.
- Cormen, Thomas H.; Leiserson, Charles E.; Rivest, Ronald L.; Stein, Clifford (2009). Introduction to Algorithms (tercera edición). MIT Press. ISBN 0-262-03384-4.